# IC 5
IC 5 (również PGC 1145) – galaktyka eliptyczna (E3?), znajdująca się w gwiazdozbiorze Wieloryba w odległości około 310 milionów lat świetlnych od Ziemi. Odkrył ją Stéphane Javelle 27 września 1892 roku.